# 睿富房地產基金
睿富中國商業房地產投資信托基金 （睿富房地產基金，港交所：0625）是一家在香港上市的房地產信託基金，由德意志銀行旗下睿富中國房托基金管理有限公司管理。
本公司行政總裁兼執行董事是Paul Thomas Keogh，物業投資組合主要位於中國北京，主要資產位於北京朝陽區的優質甲級辦公樓佳程大廈，該物業位於北京三大著名商業區之一的北京燕莎區，由兩幢25層高的大樓組成，樓面總面積合共超過130,000平方米。
睿富房地產基金至2007年6月底的總資產為44.7億港元，2007年6個月稅前淨利為0.82億元。基金於2007年6月11日公開招股，發售4.84億基金單位，每單位價格5.15港元，集資22.45億港元。
2010年2月，睿富房地產基金以19億元將旗下唯一的資產北京佳程廣場出售予淡馬錫旗下的豐樹產業豐樹印度中國基金，睿富房地產基金建議交易完成後，把基金清盤，資金全數退還給基金持有人，並撤銷在香港上市的上市地位，有關交易仍需得到股東批准。
2010年4月1日，睿富房地產基金發佈公告，股東大會通過出售唯一資產北京佳程廣場、終止基金並取消上市地位。睿富房地產基金將成為第一個從香港退市的商業地產REITs。

## 有爭議及矛盾性
睿富房地產基金發現北京佳程廣場有2.78億港元，存在租約支付的租金差異，懷疑有人涉及欺詐成份（包括懷疑主角是佳程集團創辦人田力），因此已聯絡證監會，把本基金申請在2007年9月6日停牌至2007年9月11日，在復牌後，在停牌前為4.52港元已跌至3.84港元。
調查報告指出，北京佳程廣場所收的租金與上市時所披露的存在巨大差異。上市前提交的佳程廣場的月租金為273元每平方米，但實際租金只有176元每平方米，估計總共少收2.78億元。事後，田力向睿富支付約2.79億港元租金差額作出賠償。

## 外部連結
- rreefchinatrust.com
- 房地產交易大廳 （页面存档备份，存于）